# Guy Gardner
Guy Gardner ist die fiktive Hauptfigur einer Reihe von Comicgeschichten, die der US-amerikanische Verlag DC-Comics  seit den 1960er Jahren veröffentlicht, insbesondere einer eponymen Comicserie, die der Verlag von 1992 bis 1996 herausgab (Guy Gardner bzw. Guy Gardner Warrior).
Die Hauptfigur der Guy Gardner Geschichten ist eine parodistische Variation des Figurentyps des Superhelden: Ein ungebärdiger und rüpelhafter Mann, der unüblicher Weise nicht unter einem Decknamen, sondern unter seinem regulären Namen genretypische Abenteuer erlebt (Bekämpfung von Kriminellen aller Art, Reisen durchs Universum, Auseinandersetzungen mit anderen Superhelden oder Superschurken etc.). Die Hefte der Guy-Gardner-Reihe stellen eine Mischung aus Science-Fiction und Action, zumeist durchmischt mit satirisch-humoristischen Elementen dar.

## Veröffentlichungen unter dem Titel „Guy Gardner“
Bei den unter dem Titel „Guy Gardner“ veröffentlichten Comics handelt es sich um eine sogenannte Spin-off-Reihe, das heißt um eine mediale Veröffentlichung, die als Ableger aus einer anderen älteren medialen Veröffentlichung hervorgegangen ist, wobei die neue Veröffentlichung jeweils ein bestimmtes Element, das in der älteren Veröffentlichung nur einer von vielen Aspekten war, die in dieser betrachtet wurden, zum Hauptgegenstand ihrer Betrachtungen erhebt (so stellen z. B. die Fernsehserien Frasier und Joey Spin-Offs der älteren Serien Cheers und Friends dar, indem sie jeweils die Erlebnisse einer bestimmten Einzelfigur, die in einer älteren Serie eine Nebenfigur bzw. eine von mehreren gleichrangigen Hauptfiguren war, in einer neuen Serie forterzählen, in der die bisherigen Nebenfigur die im Mittelpunkt der neuen Serie stehende Hauptfigur ist bzw. in der eine von mehreren Hauptfiguren zur alleinigen Hauptfigur aufrückt).
Im Falle der „Guy Gardner“-Comics handelt es sich bei der „Mutter-Reihe“, aus der diese hervorgegangen sind, um die seit den frühen 1960er Jahren von DC Comics verlegten Science-Fiction-Comics um den Superhelden Green Lantern, einem Weltraumpolizisten, der mit einem magischen Ring der grüne Konstrukte aus hartem Licht erzeugen kann, mit denen er Bedrohungen aller Art auf der Erde und an allen möglichen anderen Orten bekämpft.
Die Figur Guy Gardner trat seit den späten 1960er-Jahren gelegentlich, und seit Mitte der 1980er Jahre regelmäßig, als Nebenfigur in den Comicserien Green Lantern und Tales of the Green Lantern Corps auf. Zeitweise war Guy Gardner sogar der Co-Star und die zweite Hauptfigur der Green Lantern Comics. Die erhebliche Popularität, die Guy Gardner schließlich in den ausgehenden 1980er Jahren und frühen 1990er Jahren bei den Lesern der „Green Lantern“-Comics genoss, bewog den DC-Verlag schließlich dazu, 1991 die Entscheidung zu fällen, der Figur eine eigene Serie zu widmen. Das heißt: Anstatt weiterhin als Nebenfigur in den Green Lantern Comics aufzutreten sollte Guy Gardner nach dem Willen der Verlagsleitung fortan im Mittelpunkt einer eigenen Serie stehen, die sich speziell um seine Abenteuer drehen sollte.
Im Frühjahr 1992 veröffentlichte DC als Testlauf, ob eine Guy-Gardner-Serie befriedigende Verkaufszahlen finden würde, die Miniserie Guy Gardner: Reborn.  Diese war auf drei Ausgaben mit je 48 Seiten im Prestigeformat angelegt. Nachdem Guy Gardner: Reborn guten Absatz gefunden hatte, startete der Verlag im Oktober 1992 eine kurz Guy Gardner betitelte eigenständige Serie. Diese Serie erschien anschließend knapp vier Jahre lang, bis zum Juli 1996, im monatlichen Rhythmus und erreichte insgesamt 44 Ausgaben. Hinzu kommen drei Sonderausgaben: Die sogenannte „Nullnummer“ (Guy Gardner #0, 1994) sowie zwei sogenannte Annual-Hefte mit doppeltem Umfang (Guy Gardner Annual 1993 und Guy Gardner Annual 1995). Die Ausgaben #17 bis #44 führten den abgeänderten Cover-Titel Guy Gardner: Warrior. Die Einstellung der Serie erfolgte aufgrund von zuletzt schwächelnden Verkaufszahlen.
Autor der Miniserie Guy Gardner Reborn sowie der ersten acht Hefte der fortlaufenden Guy Gardner Serie war Gerard Jones. Anschließend wurde die Serie ein Jahr lang vom langjährigen Batman-Autor Chuck Dixon (#9-21) betreut und zuletzt zwei Jahre lang von Beau Smith (Ausgaben #22-44 und #0). Eine Fill-In-Ausgabe wurde zudem von Phil Jimenez verfasst (Ausgabe #35).
Die visuelle Gestaltung der Comics der fortlaufenden „Guy Gardner“-Serie wurde von wechselnden Zeichnern besorgt: Die meisten Hefte wurden von Joe Staton (Ausgaben #1-14 sowie Teil der Ausgabe #44 der fortlaufenden Serie), Mitch Byrd (Ausgaben #17-25 und #27-31) und Mark Campos (#33-34 sowie #36-39, #41-42 und #44). Als Gastzeichner wurden zudem einzelne Hefte von den Zeichnern Chris Hunter (#15), Mark Teney (#16), J.H. Williams III (#26) Joyce Chin (#32 und 35), Aaron Lopresti (#40) und Brad Gorby (#43) besorgt.

## Die Figur
Die ursprüngliche Version der Figur Guy Gardner wurde Ende der 1960er Jahre von dem US-amerikanischen Science-Fiction-Schriftsteller John Broome ersonnen: Broome hatte sich entschieden, eine neue Nebenfigur in die Comicserie Green Lantern, die er seit einigen Jahren als Hauptautor betreute, einzuführen, bei der es sich zur Abwechslung nicht um einen Schurken handelnd sollte, der den Helden der Serie, den Testpiloten Hal Jordan, der als Weltraumcop Green Lantern typische Superhelden-Abenteuer besteht, direkt bekämpfen sollte, sondern die als Rivale mit Jordan um den Anspruch, die Rolle der Green Lantern des Planeten Erde zu bekleiden, konkurrieren sollte.
Hal Jordan war ein für die 1960er Jahre typischer Sci-Fi-Superheld, der mit einer Gesichtsmaske getarnt und in einem grünen Kostüm parallel zu seinem Leben als Testpilot unter dem Decknamen Green Lantern Abenteuer auf der Erde und im Weltraum erlebte, wobei er als Waffe auf einen „magischen“ außerirdischen Ring zurückgriff, den ein sterbender Außerirdischer namens Abin Sur ihm geschenkt hatte, der es ihm ermöglicht, durch reine Willenskraft Konstrukte aus hartem grünen Licht zu schaffen, wie zum Beispiel Waffen (riesige Boxhandschuhe, Laserkanonen, Mausefallen etc.) oder Fahrzeuge (Autos, Raumschiffe etc.). In der Ausgabe #59 der Green Lantern Comics (März 1968) enthüllte Broome nun, das Abin Sur neben Hal Jordan auch einen Mann namens Guy Gardner als Kandidaten ins Auge gefasst hatte, dem er seinen Wunderring übergeben würde, der fortan als neue Figur in den Green Lantern Comics auftrat, wobei er sich beharrlich bemühte, zu beweisen, dass er eine tüchtigere Green Lantern als Jordan wäre, und es daher verdiene, dessen Ring zu erhalten und als Vertreter des intergalaktischen Green Lantern Corps – einer Art Weltraumpolizei, die sich aus weiteren Trägern der mächtigen grünen Ringe zusammensetzte, wobei jeder Ringträger für den Schutz eines „Weltraumsektors“ verantwortlich war – auf dem Planeten Erde zu fungieren.
Das Erscheinungsbild der neuen Figur Guy Gardner entwickelte der Zeichner Gil Kane, der damalige Stammzeichner der Green Lantern Comics. Das Erscheinungsbild von Guy Gardner war an das Aussehen des Fernsehschauspielers Martin Milner angelehnt. Der Name Guy Gardner beruhte auf dem Namen des mit Broome befreundeten Comicautors Gardner Fox sowie dem des prominenten „Fans“ Guy H. Lillian III.
Bis in die 1970er Jahre war Guy Gardner eine recht häufig in den Green Lantern Comics auftauchende Figur. Nachdem die Figur weitgehend in Vergessenheit geraten war, wurde sie in den 1980er Jahren von dem Autor Steve Engelhart generalüberholt, der ihr zusammen mit dem Zeichner Joe Staton ein stark gewandeltes Erscheinungsbild und eine distinktive neue Persönlichkeit verpasste: Während die Ur-Version der Figur noch ein recht typischer, konformistischer und kantenloser, Superheld gewesen war, war der „neue“ von Engelhart und Giordano geschaffene Gardner ein ausgesprochener „jerk“, der gezielt aneckte und allerlei unsympathische Charakterzüge in sich vereinigte: So wurde er als ein ausgesprochener Rüpel, Chauvinist und Über-Macho sowie Jingoist porträtiert, so dass er gemessen an den Normen der amerikanischen Superheldencomics eher als Antiheld denn als Superheld erscheint: So stellt Gardner in den meisten Comics der 1980er und 1990er Jahren, in denen er auftritt, ein ausgesprochen proletenhaftes Benehmen, schlechte Manieren, Protzgehabe, Neigung zu exzessiven Alkoholgenuss, eine nach außen gekehrte aufdringliche Libido, Rohheit im Umgang mit anderen Menschen (oder Aliens), Vergnügen an der Ausübung von physischer Gewalt und zum Sich-daneben-Benehmen, wobei aber letztlich durchschimmert, dass er trotz dieser anziehenden äußeren Defizite und Züge im Grunde ein „guter Kerl“ ist, der Gutes tun will. Äußerlich verpasste Staton Gardner als charakteristisches Markenzeichen eine „Pisspot“-Frisur, die seither das Markenzeichen der Figur ist.
Obschon sie Gardner als Figur vollständig umkrempelten, so beklagten Engelhardt und Staton später, erhielten sie keine Tantieme für die Verwendung der von ihnen geschaffenen Version der Figur, da der DC-Verlag sich auf den Standpunkt stellte, dass sie Gardner nicht originär geschaffen hatten, sondern dieser eine bereits seit 1968 existierende Figur sei. Engelhardt wandte hiergegen ein, dass wenn er und Staton, anstatt ihrer de facto-Neuschöpfung den bestehenden Namen Guy Gardner zu geben, einfach einen neuen Namen gegeben hätten, sie für ihre kreative Leistung bis in die Gegenwart beständig Tantieme aufgrund der Verwendung ihrer Gedankenschöpfung erhalten würden.
Die von Engelhardt und Staton entwickelte Version der „Guy Gardner“-Figur wurde von den späten 1980er Jahren bis Mitte der 1990er Jahre, außer in den diverse Green Lantern-Comics, hauptsächlich in der Team-Serie Justice League International – in der Guy Gardner zu einem ganzen Ensemble von Superhelden, die gemeinsam als „Gerechtigkeitsliga“ besonders gefährliche Bedrohungen bekämpfen, gehört – sowie ab 1992 zugleich in seiner eigenen Serie Guy Gardner weiterentwickelt. Federführend waren dabei der langjährig Autor der Justice League-Comics Keith Giffen sowie der Green Lantern- und Guy Gardner-Autor Gerald Jones.
In den 2000er Jahren hat der Autor Geoff Johns Gardner, nachdem dieser allerlei (meist kurzweilige) Wandlungen durchlaufen hatte, wieder zu seinen Wurzeln zurückgeführt.

### Fiktive Biographie
In den ersten Geschichten der Green Lantern-Serie, in der Gardner auftritt, erscheint er als ein freundlicher und sympathischer jüngerer Mann mit dem die Hauptfigur der Green Lantern Comics, Hal Jordan sich anfreundet, nachdem er erfahren hat, dass Gardner von dem eine Art Unterbewusstsein besitzenden Green Lantern-Ring, den der Außerirdische Abin Sur ihm geschenkt hat, als sein Ersatzmann als Green Lantern der Erde (und des Weltraumsektors, in dem diese sich befindet) ausgesucht worden ist, für den Fall, dass er (Jordan) einmal ausfallen sollte. In dieser Weise tauchte er in den 1970er Jahren immer wieder mal als Nebencharakter in den Green Lantern Comics auf, der Hal Jordan bei seinen Abenteuern helfend zur Seite steht.
In den Green Lantern-Comics der 1980er Jahre wurde Gardner dann einer umfassenden Neucharakterisierung unterzogen: Anstatt als netter Sonnyboy erscheint er hier als unbequemer Zeitgenosse, der in ständiger Rivalität mit Hal Jordan steht und ihm bei jeder Gelegenheit das Leben schwer macht. Knapp zehn Jahre lang versucht Gardner in den Green-Lantern-Geschichten der frühen 1980er bis frühen 1990er Jahren dann Hal Jordan unablässig zu übertrumpfen und zu beweisen, dass er eine viel bessere und effektivere Green Lantern als dieser ist.
In den 1990er Jahren wurde Gardner eine hierzu passende persönliche Hintergrundgeschichte gegeben, die seine idiosynkratische und umständliche Persönlichkeit erklärt: So erfährt man, dass er in seiner Kindheit von seinem Vater, Roland Gardner, einem Alkoholiker, geprügelt und emotional misshandelt. Demgegenüber wird sein älterer Bruder, Mace, vom Vater vergöttert und verwöhnt, was starke Gefühle der Minderwertigkeit und Zurückweisung in ihm auslöst. Als Jugendlicher entwickelt Gardner sich zu einem Rebellen und Rumtreiber, der gegen Autorität aufbegehrt und wegen kleinerer Vergehen in Konflikt mit der Polizei kommt. Im neugestarteten DC-Universum der 2000er Jahre wird Gardners Vater in Ebenezer Gardner umbenannt und als im Dienst verkrüppelter Ex-Polizist und Alkoholiker hingestellt, der seinen Sohn aus Hilflosigkeit misshandelte.
In Heft #1 der 1987 gestarteten Serie Justice League International wird Guy Gardner dann erstmals ein Mitglied der des traditionsreichen DC-Superhelden-Teams Justice League (das der DC-Verlag damals mit komplett neuer Besetzung nach der Einstellung der ursprünglichen von 1960 bis 1986 laufenden Justice League Serie, neu startete). Anschließend erlebt Gardner – zusätzlich zu seinen Auftritten in der Serie Green Lantern (1988 bis 1992) und Guy Gardner (1992 bis 1996) – in den Seiten der Justice League-Comics, die in den Jahren 1987 bis 1996 erschienen, knapp neun Jahre lang allerlei Abenteuer als Mitglied der damaligen Inkarnation der „Gerechtigkeitsliga“. Weitere Superhelden-Figuren, die während dieser Jahre die meiste Zeit gleichzeitig mit Gardner zu diesem Team gehörten waren Blue Beetle, Booster Gold, Fire, Ice und der Martian Manhunter. Obwohl der immerzu aneckende und sich daneben benehmende Gardner das Schwarze Schaf der Liga ist – und aufgrund seiner Neigung sich als „Arsch“ zu gebärden häufig von seinen Teamgefährten gefoppt wird – entwickelt er sich im Laufe der Zeit zu einem von seinen Kollegen (heimlich) geschätzten und gemochten Kameraden. Mit der Superheldin Ice, die über die Fähigkeit verfügt Eis-Strahlen in ihrem Körper zu generieren und abzufeuern, beginnt Gardner schließlich sogar eine immer wieder abgebrochene und neubeginnende Liebesbeziehung.
In dem Comicheft Green Lantern (Vol. 2) #25 liefern Guy Gardner und Hal Jordan sich schließlich einen Zweikampf, in dem sie „ein für alle mal“ zu klären versuchen, wer zukünftig die einzige Green Lantern der Erde sein soll: Nachdem Gardner unterliegt gibt er seinen Green-Lantern-Ring ab. Um seinen Wunsch weiterhin ein Superheld zu sein zu erfüllen, reist er stattdessen in der Miniserie Guy Gardner: Reborn von 1992 mit Hilfe des intergalaktischen Kopfgeldjägers Lobo in das Anti-Materie-Universum Quarc, wo er den gelben Kraftring des toten Superschurken Sinestro stiehlt und fortan nicht mehr als Green Lantern, sondern schlicht unter seinem Namen als Guy Gardner als Superheld zu operieren: Der gelbe Ring verfügt im Wesentlichen über dieselben Fähigkeiten wie sein früherer grüner Ring nur mit dem Unterschied, dass Gardner der einzige Träger eines gelben Rings ist. Anstatt eines Kostüms trägt Gardner in seinen folgenden Abenteuern einfach eine schwarze Lederjacke mit seinen Initialen sowie ein Paar Jeans und einen breiten Gürtel.
Nachdem er durch den Erwerb des gelben Rings wieder zum Superhelden geworden ist besteht er, bis zur Einstellung dieser Serie 1996, diverse weitere Abenteuer als Mitglied der Justice League, wobei das bekannteste hiervon die „Death of Superman“-Storyline von 1992/1993 ist: In dieser Geschichte begibt eine scheinbar aus dem Nichts gekommene außerirdische Kreatur namens Doomsday, sich – aggressiv, unbändig stark und schier unaufhaltsam – auf einen Vernichtungsfeldzug im Gebiet der amerikanischen Ostküste. Guy Gardner und die übrigen Mitglieder der Justice League versuchen Doomsday aufzuhalten, wobei sie eine krachende Niederlage gegen das tumbe aber übermächtige Wutmonster erleiden. Gardner wird dabei von Doomsday krankenhausreif geprügelt. Erst dem Superhelden Superman gelingt es schließlich Doomsday Einhalt zu gebieten, wobei beide – Doomsday und Superman – sich am Ende ihres Zweikampfs totschlagen. In der nachfolgenden The Reign of the Supermen-Storyline, in der vier Männer sich als der von den Toten auferstandene Superman ausgeben, liefert Gardner sich einen Zweikampf mit dem „Last Son of Krypton“, einem der vier neuen Supermen, um sich schließlich – beeindruckt von seiner „zupackenden“ Art für Gerechtigkeit zu sorgen – mit diesem anzufreunden und ihn zum „echten“ Superman zu erklären. Dieser Superman stellt sich schließlich jedoch als eine lebendige außerirdische Waffe namens Eradicator heraus, die nach Supermans Tod den Platz des toten Superman eingenommen hat, um die Kultur von Supermans zerstörtem Heimatplanet Krypton fortzuführen und um Superman zu vertreten, während er (der Eradicator) den scheinbar toten Superhelden in einer Geburtsmatrix in Supermans Festung der Einsamkeit zu neuem Leben erweckte.
In der Guy Gardner-Serie der 1990er Jahre bekam Gardner es mit Schurken wie dem hyperintelligenten Affen Gorilla Grodd, dem muskelbepackten und starken Unhold Sledge, dem Psychopathen Major Force und dem Alien Evil Star zu tun. Sein wichtigster Widersacher war ein Terrorist namens Militia, hinter dem sich, wie schließlich enthüllt wurde, sein eigener Bruder verbarg. In den ersten Ausgaben der Serie bedient Gardner sich noch des gelben Kraftrings von Sinestro als seiner ihn zum Superhelden machenden mächtigen Waffe. Nachdem der Ring seine Kräfte verliert steht Gardner plötzlich als normaler Mensch da, ein Umstand, den er kompensiert, indem er sich eine High-Tech-Kampfrüstung zulegt, bevor er schließlich während einer Reise zu einem Amazonen-Stamm, der tief im südamerikanischen Dschungel lebt, biologische Superkräfte entdeckt, die er in sich trägt: In #20 der Guy Gardner-Serie stellt sich heraus, dass Gardner latente Gene einer außerirdischen Rasse namens Vuldarianer in sich trägt, die ihm – nachdem sie durch ein exotisches Dschungel-Wasser aus der „Warrior“-Quelle aktiviert werden – die Fähigkeit geben, seinen Körper beinahe nach Belieben in eine Waffe zu transformieren, indem er kraft seines Willens Waffen aus seinem Körper wachsen lassen kann bzw. Teile seines Körpers (zumeist die Arme) in Waffen wie Streitäxte oder Klingen verwandeln kann. Des Weiteren kann er Energie absorbieren und diese durch Waffen, die er aus seinem Körper erzeugt (zum Beispiel Laserpistolen-ähnliche Körperausformungen), abgeben bzw. auf seine Gegner abfeuern. Zudem verfügt Gardner seit der Aktivierung seiner vuldarianischen Gene über starke Selbstheilungskräfte, die es ihm ermöglichen, selbst schwerste Verletzungen schnell zu kurieren und körperliche Schäden ungeschehen zu machen. Eine Begleiterscheinung hiervon ist, dass der trinkfreudige Gardner fortan nicht mehr betrunken werden kann, da sein Körper sich zu schnell generiert, um ihn in Rauschzustände geraten lassen zu können. Gardner legt sein bisheriges Lederjacken-Kostüm daraufhin ab und legt sich den Codenamen „Warrior“ zu, wobei er seinen Oberkörper und sein Gesicht mit Tätowierungen überzieht.
Der Autor Beau Smith, der die Geschichten, in denen Gardner seine körpertransformatorischen Fähigkeiten entdeckt, verfasste, berichtete später, dass der DC-Verlag ihm als editorisches Mandat den Auftrag auferlegte, Gardner diese neuen Superkräfte zu verleihen. Hintergrund sei gewesen, dass DC hoffte auf diese Weise von der damaligen Popularität der Fernsehserie The Mighty Morphin Power Rangers, die von den Abenteuern einer Gruppe von sich in jeder Folge mehrfach verwandelnden (erst in kostümierte Helden, dann in einen Kampfroboter, der durch das Zusammenfügen mehrerer Fahrzeuge erzeugt wurde) jugendlichen Superhelden erzählt, mitzuprofitieren, indem es dem Repertoire seiner eigenen Superhelden einen eigenen seinen Körper „morphenden“ (Teile desselben verwandelnden) Helden hinzufügen würde. In späteren Heften der Guy Gardner-Serie eröffnet Gardner eine Bar mit dem Namen „Warrior“, die er als Themenrestaurant aufzieht (ähnlich den Hardrock-Cafe oder dem Planet Hollywood im realen Leben), indem er diese dem Superhelden-Thema widmet: So ist die Bar mit Bildern und sonstigen Dekorationsgegenständen gewidmet, die sich um Superhelden, ihre Taten und Abenteuer oder ihre Erkennungszeichen drehen. Insbesondere stehen im Gastronomieraum des Lokals zahlreiche Vitrinen die mit Superhelden-„Reliquien“, wie den Originalkostümen oder den Waffen von verschiedenen Helden des DC-Universums gefüllt sind. Das Warrior’s ist seither Gardners Einkommensquelle und Hauptquartier zwischen seinen Abenteuern.
Nach der Einstellung seiner eigenen Serie im Jahr 1996 trat Guy Gardner einige Jahre lang sporadisch als Gaststar in der Green Lantern-Serie um die 1990er Jahre Green Lantern Kyle Rayner auf.
In der Green Lantern Rebirth-Miniserie von 2005 wird Guy Gardner – nach mehr als zehn Jahren – wieder zu einer Green Lantern, wobei er erneut sein altes Kostüm aus den 1980er und frühen 1990er Jahren (mit überdimensionierten grünen Stiefeln und einer grünen Weste) trägt. Wie in alten Zeiten mit einem Green-Lantern-Kraftring bewehrt gehört er in den Green Lantern-Comics der folgenden Jahre erneut dem Green Lantern Corps an, mit dem er im Universum gegen galaktische Bedrohungen kämpft oder Probleme auf entlegenen Planeten löst. Seine Abenteuer wurden dabei vor allem in der Serie Green Lantern. Emerald Warriors erzählt.
In dem Crossover xy verlässt Gardner schließlich das Green Lantern Corps erneut und wird stattdessen Anführer des „Red Lantern“-Corps einer Gruppe von Trägern roter Kraftringe, die ähnlich wie die Green Lantern-Reinge funktionieren, jedoch nicht durch Willenskraft, sondern durch Zorn der Träger angetrieben werden.

### Gegner
Wiederkehrende Gegenspieler von Guy Gardner sind u. a.
- Atrocitus: Ein monströser Außerirdischer, der das sogenannte Red Lantern Corps begründet hat, eine intergalaktische Gruppe von Trägern roter Kraftringe, die durch den Zorn ihrer Träger gespeist werden. Gardner stiehlt Atrocitus schließlich seinen Ring und wird selbst zum Anführer des Red Lantern Corps.
- Black Serpent: Black Serpent, alias Anthony Serpente, ist ein moderner Pirat, mit dem Gardner mehrere Zusammenstöße hat.
- Bolphunga the Unrelenting: Ein Kopfgeldjäger, der auf Gardner angesetzt wird.
- Dementor: Dementor ist das Produkt eines fehlgeschlagenen Versuchs, vuldarianische und menschliche DNA zu kreuzen. In der „Guy Gardner“-Serie der 1990er Jahre ist er zeitweise der Erzfeind von Gardner.
- Enforcer: Enforcer ist ein Klon von Guy Gardner, der im Zivilleben als Joe Gardner auftritt. Ein Dämon namens Neron gibt ihm im Tausch für seine Seele einen Handschuh. der ihm Superkräfte verleiht.
- General Zod Ein Krimineller vom Planeten Krypton, dem Heimatplaneten von Superman, mit dem Gardner in der Phantom Zone zusammenstößt.
- Major Force: Major Force ist das Produkt eines Experiments, bei dem ein Offizier gezielt nuklearer Strahlung ausgesetzt wurde, um ihm Superkräfte zu verleihen. Das Experiment gelang und gab dem Mann Superstärke, übermenschliche Ausdauer, weitgehende Unverwundbarkeit und die Fähigkeit, nukleare Energiestöße abzufeuern. Die Testperson stellte sich jedoch als Soziopath heraus und schlug, anstatt der Regierung zu dienen, eine kriminelle Laufbahn ein. In der Crossover-Storyline „Capital Punishment“ kommt es zu einem ausgedehnten Kampf zwischen dem wahllos mordenden Major Force und Gardner.
- Martika:
- Militia und Honey: Militia und Honey sind die Codenamen von zwei Söldnern, hinter denen sich Gardners Bruder Mace Gardner und dessen Freundin verbergen. Sie sind von der Organisation Quorum geschaffene Cyborgs.
- Mudakka: Ein böser Schamane mit dem Gardner es zu tun bekommt.
- Das Quorum: Das Quorum ist eine Geheimorganisation innerhalb der US-Regierung, die fragwürdige Geschäfte treibt. In der Guy Gardner Serie kommt Gardner wiederholt mit Agenten des Quoriums wie Major Force, Militia und Sledge in Konflikt. In den letzten Ausgaben der Serie versucht das Quorum eine Armee aus Meta-Menschen zu schaffen, der es den Namen Blood Pack gibt.
- Ranx die lebendige Stadt: (Ranx the Sentient City) Ranx ist eine lebendige Stadt auf dem Planeten Mogo, mit der Gardner während eines Besuchs auf dem Planeten in Streit gerät, wobei er sich den ewigen Hass der Stadt zuzieht.
- Sledge: Ein superstarker und weitgehend unverwundbarer riesenhafter Mann, dem eine Organisation namens Quorum seine Kräfte gegeben hat. Später erhält Sledge von dem Dämonen Neron im Austausch für seine Seele gesteigerte Körperkraft.
- Die Tormocks: Di Tomrocks sind eine außerirdische Rasse, die lange Zeit im Krieg mit den Vuldarianern standen.

## Adaptionen
Die Figur Guy Gardner ist seit den 1990er Jahren aus den Comics in eine größere Zahl von anderen Medien adaptiert worden: Insbesondere ist sie dabei in einer Reihe von Zeichentrickserien verwendet worden. Hinzu kommen Adaptionen der Figur in einem Fernsehfilm von 1997 und in diversen anderen Produkten, wie Computer- und Konsolenspielen sowie im Rahmen von mehreren Reihen von Action-Figuren.
In den 2000er Jahren wurde Guy Gardner von den Machern der Zeichentrickserie Batman: The Brave and the Bold, einer optisch und atmosphärisch im Stil der DC-Comics der 1950er, 1960er und 1970er Jahre gehaltenen Serie, in der der Superheld Batman als Hauptfigur Abenteuer mit einem Ensemble wechselnder „Gaststars“ aus dem DC-Universum erlebt, als eine wiederkehrende Figur verwendet. In mehreren Folgen dieser Serie ist Guy Gardner als eine Green Lantern zu sehen, die zusammen mit Batman gegen verschiedene Bedrohungen (meist kosmischer Art) kämpft. Die Version von Guy Gardner, die in The Brave and the Bold auftritt, ist in ihrem Erscheinungsbild und ihrer Persönlichkeit eng an die „jerk“-Version von Guy Gardner als Green Lantern aus den 1980er und frühen 1990er Jahren angelehnt. In der englischsprachigen Originalfassung der Serie wird Gardner von dem Schauspieler James Arnold Taylor synchronisiert.
Eine weitere Zeichentrickserie, in der Guy Gardner in einer größeren Zahl von Folgen zu sehen ist, ist Green Lantern. The Animated Series. In der englischen Originalversion dieser Serie leiht der Synchronsprecher Dietrich Bader seine Stimme.
Eine physische Verkörperung durch einen realen Schauspieler hat Guy Gardner erstmalig in dem Low-Budget-Film Justice League von 1997 gefunden, der ursprünglich als Pilotfolge für eine damals geplante, aber nicht verwirklichte Justice-League-Fernsehserie konzipiert war. Hier tritt Guy Gardner als Teil eines Justice League-Teams auf, das an der von Keith Giffen entwickelten Version der Justice League aus den ausgehenden 1980er und frühen 1990er Jahren orientiert ist. Die Rolle von Guy Gardner wurde hier von dem Schauspieler Matthew Settle übernommen. In der Supermann-Verfilmung von 2025 wird er von dem Schauspieler Nathan Fillion verkörpert. 
Im Rahmen von interaktiven Computer- und Konsolenspielen ist Guy Gardner in den Spielen Batman: The Brave and the Bold – the Videogame und Lego Batman: Beyond Gotham jeweils als eine spielbare Figur adaptiert worden. In dem Spiel DC Universe Online erscheint er hingegen anstatt als eine nicht vom Spieler steuerbare, als eine vom Computer gelenkte Gegnerfigur.
Im Rahmen von Spielzeugadaptionen der DC-Superhelden sind im Laufe der Jahre verschiedene Actionfiguren von Guy Gardner produziert worden: So eine Figur im Rahmen der Reihe „DC Universe Infinite Heroes“ von Mattel und eine Figur als Teil der ebenfalls von Mattel produzierten Reihe „Retro Action Super-Heroes“. Zudem wurde eine „Guy Gardner“-Figur exklusiv durch die Kaufhauskette Walmart im Rahmen der Reihe „DC Universe Classics“ verkauft.